# Koncert Live Earth w Hamburgu
Niemiecki koncert serii Live Earth odbył się 7 lipca 2007 roku na stadionie HSH Nordbank Arena w Hamburgu.

## Występy
Występy przedstawione w oryginalnej kolejności.

### Muzycy
- Shakira  - "Don't Bother", "Inevitable", "Dia Especial" (z Gustavo Ceratim) i "Hips Don't Lie"
- Snoop Dogg - "The Next Episode", "Ups And Downs", "Snoop's Upside Ya Head", "I Wanna Love You" (solo), "Drop It Like It's Hot" i "Who Am I (What's My Name)?"
- Roger Cicero - "Kompromisse", "Frauen regier'n die Welt" i "Zieh die Schuh aus"
- MIA. - "Tanz der Moleküle" i "Engel"
- Sasha - "Coming Home", "Chemical Reaction" i "Lucky Day"
- Stefan Gwildis - "Tanzen Übern Kiez" i "Wie ein richtiger Mensch"
- Marquess - "El Temperamento" i "Vayamos Companeros"
- Maria Mena - "Sorry", "Just Hold Me" i "What a Wonderful World"
- Silbermond - "Lebenszeichen" i "Zeit für Optimisten"
- Michael Mittermeier - "Stand Up Comedy"
- Reamonn z Ritmo Del Mundo - "Serpentine" i "Tonight" (z Buena Vista Social Club)
- Samy Deluxe - "Let's Go" i "Weck Mick Auf"
- Enrique Iglesias - "Be With You", "Bailamos", "Don't You Forget About " i "Escape"
- Jan Delay - "Klar", "Türlich" i "Feuer"
- Katie Melua - "Nine Million Bicycles", "On the Road Again", "Spider's Web" i "Thankyou, Stars"
- Lotto King Karl - "Glaube Liebe Hoffnung" i "Hamburg"
- Revolverheld - "Ich werd die Welt verändern" i "Freunde bleiben"
- Mando Diao - "Ode To Ochrasy" i "Long Before Rock N'Roll"
- Juli - "Zerrissen", "Wir Beide" i "Perfekte Welle"
- Chris Cornell - "You Know My Name", "Arms Around Your Love", "Wide Awake" i "Black Hole Sun"
- Cat Stevens - "Where Do the Children Play", "Midday", "Ruins", "Wild World", "Saturn" i "Peace Train"

### Prezenterzy
- Katarina Witt
- Nova Meierhenrich
- Bianca Jagger
- Gülcan
- Elton
- Tim Mälzer
- Stefan Gödde

## Odbiór

### Telewizja
W Niemczech koncert na żywo transmitowały stacje: N24 i ProSieben.
W Polsce transmisja na żywo trwała niemal bez przerwy w TVP Kultura.

### Internet
Portal MSN był w całości odpowiedzialny za przekaz online koncertu.